# روز بدون شلوار

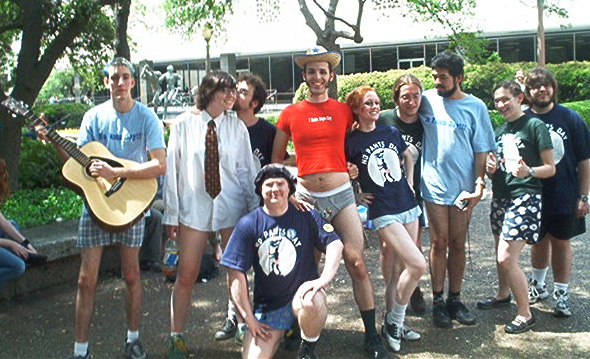
سال ۲۰۰۴

روز بدون شلوار در ابتدا یک شوخی دانشجویی بود که در نخستین جمعهٔ ماه مه سال ۲۰۰۰ چند دانشجو به مناسبت پایان ترم بدون شلوار پایان ترم را جشن گرفتند ولی اکنون در برخی کشورها این روز وجود دارد.